# Froidmont-Cohartille
 Froidmont-Cohartille  là một xã ở tỉnh Aisne, vùng Hauts-de-France thuộc miền bắc nước Pháp.